# تل قسيس
تل قسيس يقع التل في فلسطين على بعد تقريباً حوالي 6.5 كيلو متر إلى الشمال من تل المتسلم وعلى بعد تقريبا 6.5 جنوب غرب تل السامرة، تبلغ مساحته حوالي 1 هكتار. تشير الحفريات الأثرية إلا أن التل كان مأهولاً بالسكان خلال المراحل الثلاث الأولى من العصر البرونزي القديم ومحصناً خلال المرحلتيين الثانية والثالثة من العصر البرونزي القديم.